# Mały partyzant Velo
Mały partyzant Velo (tyt. oryg. Partizani i vogël Velo) – albański film fabularny z roku 1980 w reżyserii Xhanfise Keko.

## Opis fabuły
Pragnieniem małego Velo jest walka w oddziale partyzanckim. Mimo niewielkich sukcesów, którymi może się poszczycić jako dziecko, nie przekonuje to partyzantów. Odsyłają Velo do domu tłumacząc, że karabin jest większy niż od niego. Velo nie daje za wygraną. W sytuacji krytycznej okazuje się bardzo przydatny dla oddziału.

## Obsada
- Petro Papakosta jako Velo
- Pandi Raidhi jako dowódca
- Kadri Roshi jako Braho
- Fitnete Tiço jako matka Velo
- Stavri Shkurti jako ojciec Velo
- Ilir Çelia jako pasterz
- Eduard Çala jako komisarz Azem
- Artan Imami jako partyzant Petro
- Orinda Basha
- Merita Çela